# 川崎賢子
川崎 賢子（かわさき けんこ、1956年8月2日 - ）は、日本の文芸・演劇評論家、日本近代文学研究者。学位は、博士（文学）。元立教大学特任教授。早稲田大学現代政治経済研究所招聘研究員、清華大学日本研究センター客員研究員（2021〜）。財団法人日中イノベーションセンター主席研究員(2021〜）。日本大学芸術学部芸術研究所研究員（2024〜）

## 経歴
宮城県生まれ。東京女子大学大学院修士課程修了。在学中、第19次『新思潮』に参加し、『早稲田文学』『思想の科学』『ユリイカ』『幻想文学』などに、久生十蘭・谷譲次・夢野久作・尾崎翠・吉屋信子など昭和初期モダニズムに関する評論を発表。
雑誌『新青年』の共同研究により大衆文学会より受賞した際の「新青年研究会」メンバーの一員である（第2回（1988年）大衆文学研究賞・研究・考証部門を、新青年研究会「新青年読本」（作品社）で受賞）。
1995年、長谷川四郎（四男）の兄弟、長谷川海太郎（＝谷譲次・牧逸馬・林不忘）・長谷川潾二郎（画家、小説家）・長谷川濬（ロシア文学、詩人、満洲映画協会社員）を通じ、昭和文学の越境、満洲文学、満洲映画協会などについて描いた『彼等の昭和』でサントリー学芸賞受賞。『岡田桑三 映像の世紀 グラフィズム・プロパガンダ・科学映画』以降、戦時下・外地の文学文化研究から写真・映画研究までフィールドを拡大し、プロパガンダ研究、インテリジェンス（情報・諜報）研究に携わる。
早稲田大学20世紀メディア研究所において戦後占領期のGHQによるメディア政策を中心に共同研究を行い、機関誌『Intelligence』共同編集に参加する。大学非常勤講師などをへて、2012年日本映画大学教授。2016年 立教大学にて文学博士取得。
2017年から2022年立教大学文学部特任教授。
フェミニズムと昭和文学の関わりを主題とし、ジェンダーの歴史的変容、セクシュアリティ表象分析についての著述も多い。また一貫して宝塚歌劇を論じている。

## 著書
- 『少女日和』（青弓社） 1990
- 『蘭の季節』（深夜叢書社） 1993
- 『彼等の昭和 長谷川海太郎・潾二郎・濬・四郎』（白水社） 1994
- 『宝塚 消費社会のスペクタクル』（講談社選書メチエ） 1999
  - 改題『宝塚 変容を続ける「日本モダニズム」』（岩波現代文庫） 2022.2
- 『読む女書く女 女系読書案内』（白水社） 2003
- 『宝塚というユートピア』（岩波新書） 2005
- 『尾崎翠 砂丘の彼方へ』（岩波書店） 2010
- 『もう一人の彼女 李香蘭 / 山口淑子 / シャーリー・ヤマグチ』（岩波書店） 2019
- 『キネマと文人 『カリガリ博士』で読む日本近代文学』（国書刊行会） 2024.11
- 『左川ちか 青空に指跡をつけて』（岩波書店） 2025.2

### 編著
- 『鬼火 / 底のぬけた柄杓』（吉屋信子、講談社文芸文庫） 2003
- 『久生十蘭短篇選』（岩波文庫） 2009
- 『第七官界彷徨 / 琉璃玉の耳輪 他四編』（尾崎翠、岩波文庫） 2014
- 『墓地展望亭 / ハムレット 他六篇』（久生十蘭、岩波文庫） 2016
- 『左川ちか詩集』（岩波文庫） 2023

### 共編著
- 『宝塚の誘惑 オスカルの赤い口紅』（渡辺美和子共編、青弓社） 1991
- 『宝塚アカデミア』1 - 28号（青弓社） 1996 - 2006
- 『アンペイド・ワークとは何か』（中村陽一共著、藤原書店） 2000
- 『岡田桑三映像の世紀 グラフィズム・プロパガンダ・科学映画』（原田健一共編、平凡社） 2002
- 『戦後占領期短篇小説コレクション』（紅野謙介, 寺田博共編、藤原書店） 2007
- 『宝塚プラス』1 - 2号（小学館クリエイティブ） 2007
- 『定本久生十蘭全集』全11巻別巻1（国書刊行会）  2013
- 「占領期雑誌資料大系 文学篇」全5巻（岩波書店） 2009 - 2010
  1. 『戦争と平和の境界：1945・8 - 1946・7』
  2. 『表現される戦争と占領：1946・8 - 1947・7』
  3. 『破壊から再建へ：1947・8 - 1948・7』
  4. 『「戦後」的問題系と文学：1948・8 - 1949・12』
  5. 『占領期文学の多面性』
- 『宝塚百年を越えて 植田紳爾に聞く』（国書刊行会） 2014
- 『定本夢野久作全集』全8巻（国書刊行会） 2016 - 2022